# Penthimia lurida
Penthimia lurida är en insektsart som beskrevs av Walker 1870. Penthimia lurida ingår i släktet Penthimia och familjen dvärgstritar. Inga underarter finns listade i Catalogue of Life.